# Danuta Jędrejek
Danuta Jędrejek (geb. Panasiuk; * 17. Januar 1947 in Biała Podlaska) ist eine ehemalige polnische Sprinterin.
Bei den Europameisterschaften 1969 in Athen wurde sie Fünfte in der 4-mal-100-Meter-Staffel und erreichte über 100 Meter das Halbfinale. 1971 wurde sie bei den Europameisterschaften in Helsinki Vierte in der 4-mal-100-Meter-Staffel und gelangte über 100 Meter erneut ins Halbfinale.
Bei den Olympischen Spielen 1972 in München wurde sie Achte in der 4-mal-100-Meter-Staffel.
1974 gewann sie bei den Europameisterschaften in Rom Bronze in der 4-mal-100-Meter-Staffel und schied über 100 Meter im Halbfinale aus.
1969 wurde sie Polnische Meisterin über 100 Meter. Ihre persönliche Bestzeit über diese Distanz von 11,3 s stellte sie am 20. Juni 1971 in Warschau auf.